# Althann

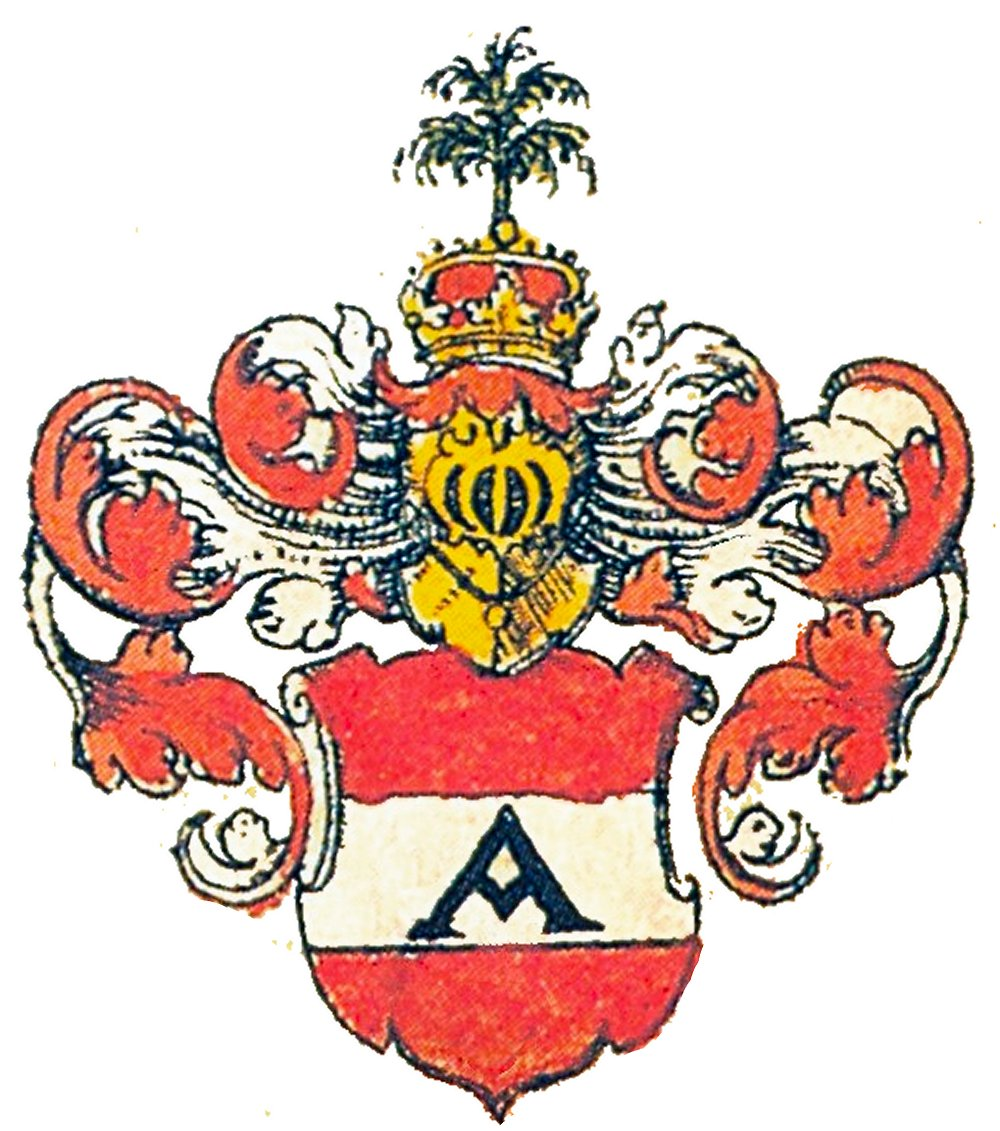
Herb von Althann

Althann (lub Althan) to nazwisko mocno rozgałęzionej austriackiej rodziny arystokratycznej.

## Rodzina
Althannowie mieli swoje siedziby w Austrii, Czechach, w hrabstwie kłodzkim, na Morawach i na Węgrzech, gdzie w latach 1721–1824 dzierżyli również godność żupana w komitacie Zala. W 1810 r. otrzymali dziedziczny tytuł hrabiów Rzeszy i zaliczali się wtedy do jednej z najważniejszych rodzin w całej monarchii austriackiej. Ich awans społeczny nastąpił w XVI w. w wyniku służby dworskiej i wojskowej u cesarzy.
Członkowie rodu von Althann piastowali liczne urzędy ziemskie, dworskie i kościelne. Do najsłynniejszych przedstawicieli rodziny należeli:
- Michał Adolf von Althann (1574–1636) otrzymał 28 listopada 1608 r. tytuł hrabiego za zasługi dla cesarza Rudolfa II. Po przejściu na wiarę katolicką stał się zagorzałym zwolennikiem kontrreformacji. W 1619 ustanowił w Ołomuńcu order rycerski „Christianae militiae” za zasługi w walce przeciw poganom i Turkom. Na budowę kolegium jezuickiego w Igławie ofiarował zakonowi 23 domy skonfiskowane protestantom. Podarował też zakonowi dobra w Komárnie, Znojmie, Krems i Wiedniu.
  - Michał Wenzel von Althann (1630–1686), syn Michała Adolfa (1574–1636), był cesarskim ambasadorem, tajnym radcą dworu i komendantem twierdzy kłodzkiej. W 1680 r. został starostą (landeshauptmannem) hrabstwa kłodzkiego, gdzie do rodziny należały już majoraty w Międzylesiu, Roztokach i Wilkanowie. W 1684 r. nabył też zamek Szczerba i ziemie wokół Stronia Śląskiego tworząc tzw. klucz stroński. W Wilkanowie zbudował czterokondygnacyjny pałac. Był żonaty z hrabiną Anną Marią Elżbietą von Aspremont (1646–1723). Ich synowie:
    - Michał Friedrich von Althann (1680–1734), syn Michała Wenzela (1630–1686),  był bpem Vácu i Veszprém, wicekrólem Neapolu i Sycylii.
    - Michael Wenzel Młodszy von Althann (1668–1738), syn Michała Wenzela (1630–1686)
      - Michael Emanuel von Althann (1691–1749), syn Michaela Wenzela Młodszego  (1668–1738)
        - Michael Otto von Althann (1730–1797), syn Michaela Emanuela (1691–1749)

- Johann Michael von Althann, syn Michaela Johanna (zm. 1701), faworyt cesarza Karola VI
  - Michael Johann von Althann (1710-1778), syn Johanna Michaela (1679-1722)[1]
    - Michael Johann Nepomuck von Althann (1757–1815),  VI syn Michaela Johanna, przejął dobra kłodzkie po śmierci kuzyna Michaela Wenzla
    - Michael Franz Anton von Althann (1760–1817), VII syn Michaela Johanna, przejął dobra kłodzkie po śmierci brata Michaela Johanna
    - Michael Maximilian Franz von Althann (1769–1834), syn Michaela Johanna, przejął dobra po śmierci brata Michaela Franza A. Jego synowie:
      - Michael Joseph von Althann(inne języki) (1798–1861)
      - Michael Karl II von Althann(inne języki) (1801–1881), przejął dobra kłodzkie po śmierci brata Michaela Josepha, jego syn:
        - Robert von Althann(inne języki) (1853–1919).

- Michael Wenzel Rudolph von Althann (1701-1766), syn Michaela Ferdinanda (1677-1733)[2], 
  - Michael Karl von Althann (1741–1805), syn Michaela Wenzela Rudolpha, przejął dobra kłodzkie po śmierci kuzyna, Michaela Ottona
  - Michael Wenzel von Althann (1743–1810), II syn Michaela Wenzela Rudolpha przejął dobra kłodzkie po śmierci brata, Michaela Karla

inni
- Gundaker von Althan (1655–1747), generał, dyplomata i budowniczy
- Michał Karol von Althann (1702–1756), baron von Goldburg und Murstetten.

Od nazwiska Michaela Josepha Althanna (1798–1861), właściciela majoratu w Międzylesiu pochodzi nazwa starej odmiany śliwy, Renkloda hr. Althanna (niem. Graf Althanns Reneklode).

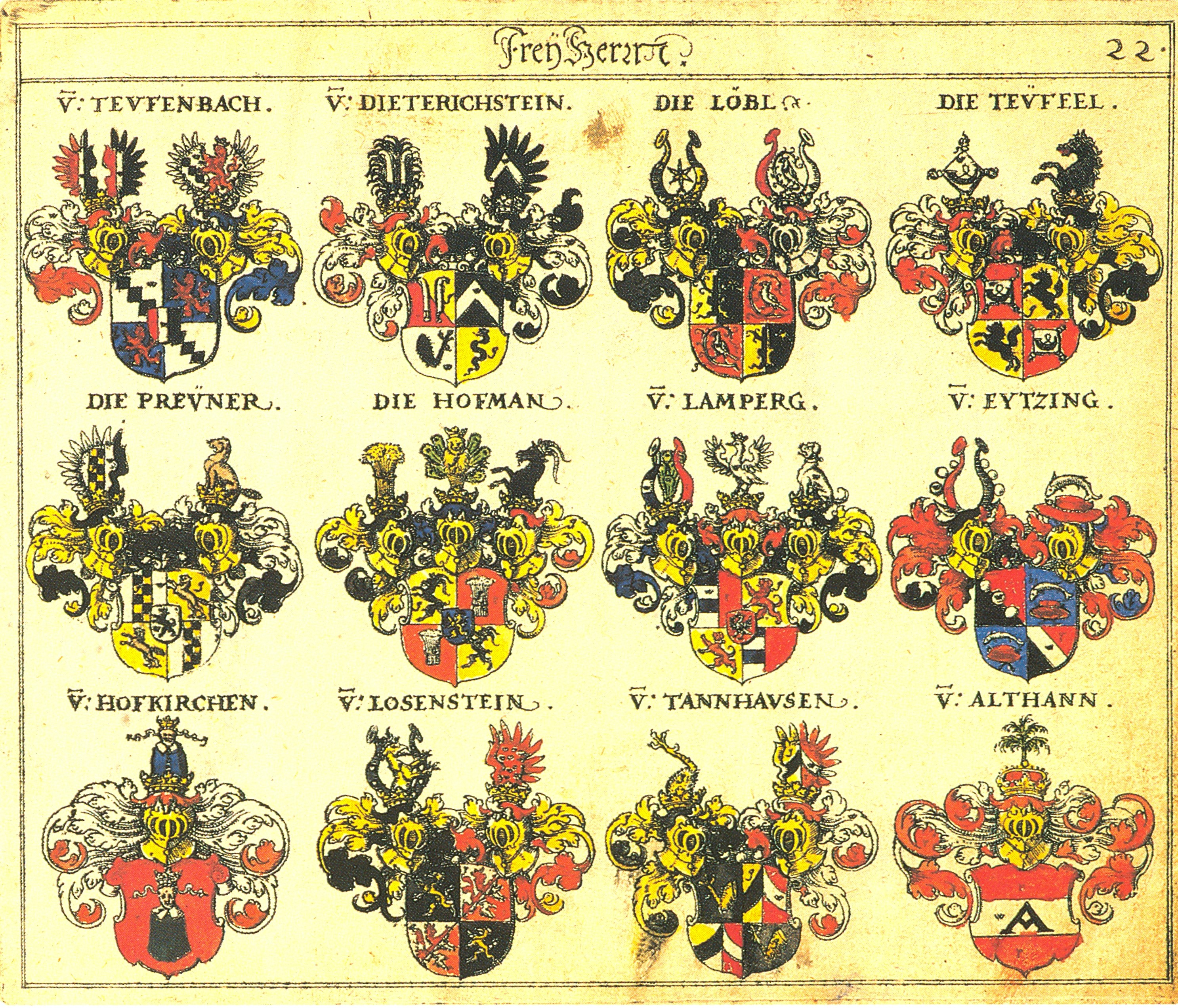
Herb rodowy
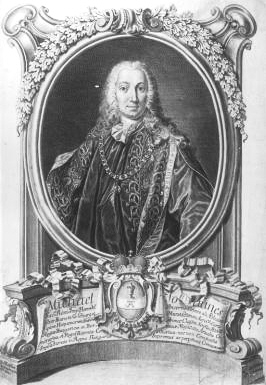
Johann Michael von Althann
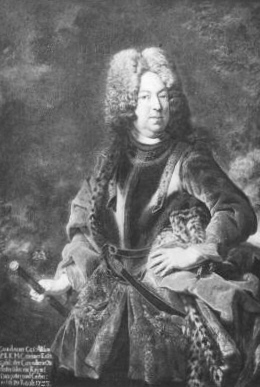
Gundaker von Althan
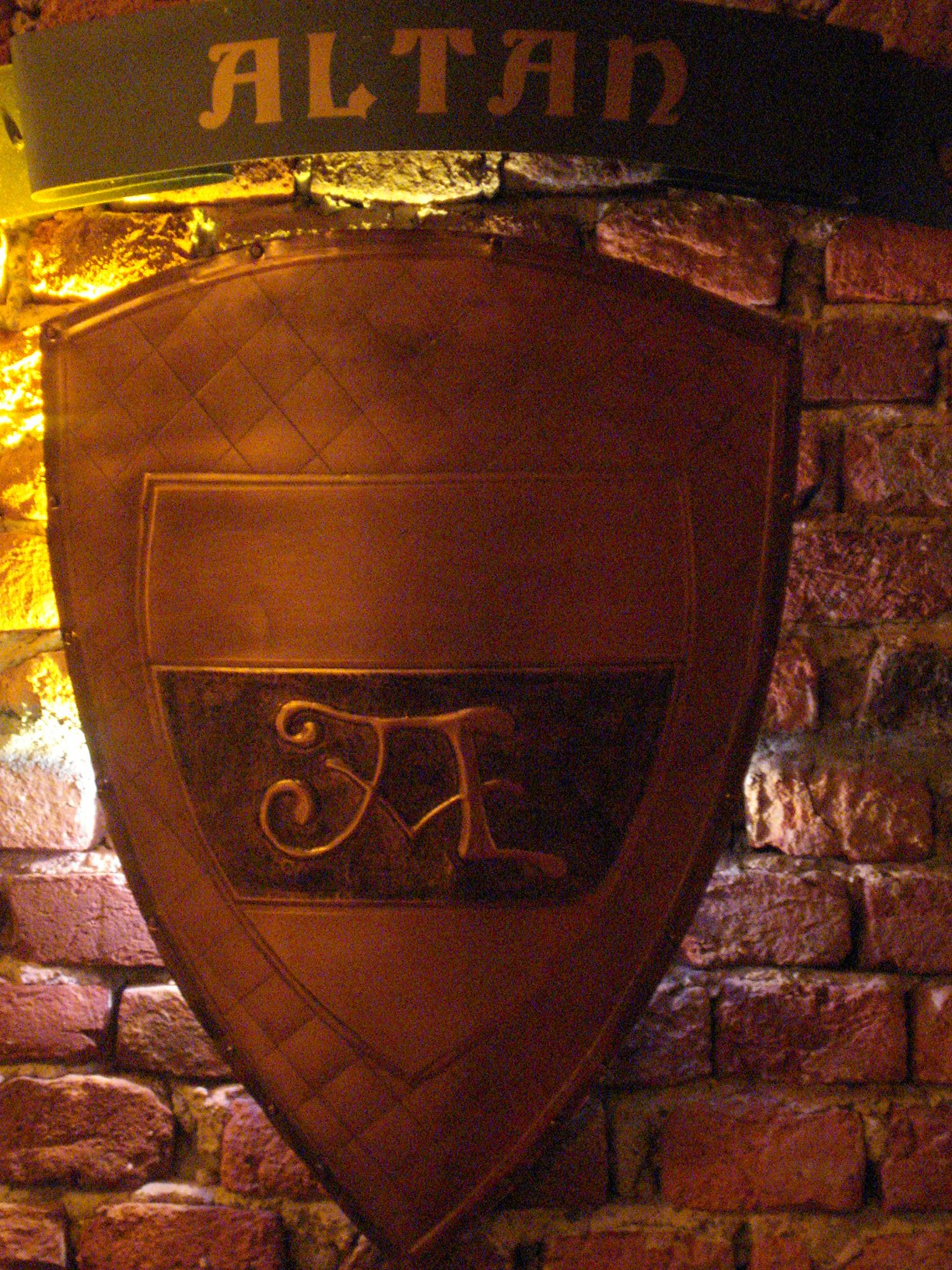
Herb rodowy Althanów w Čakovcu, Chorwacja
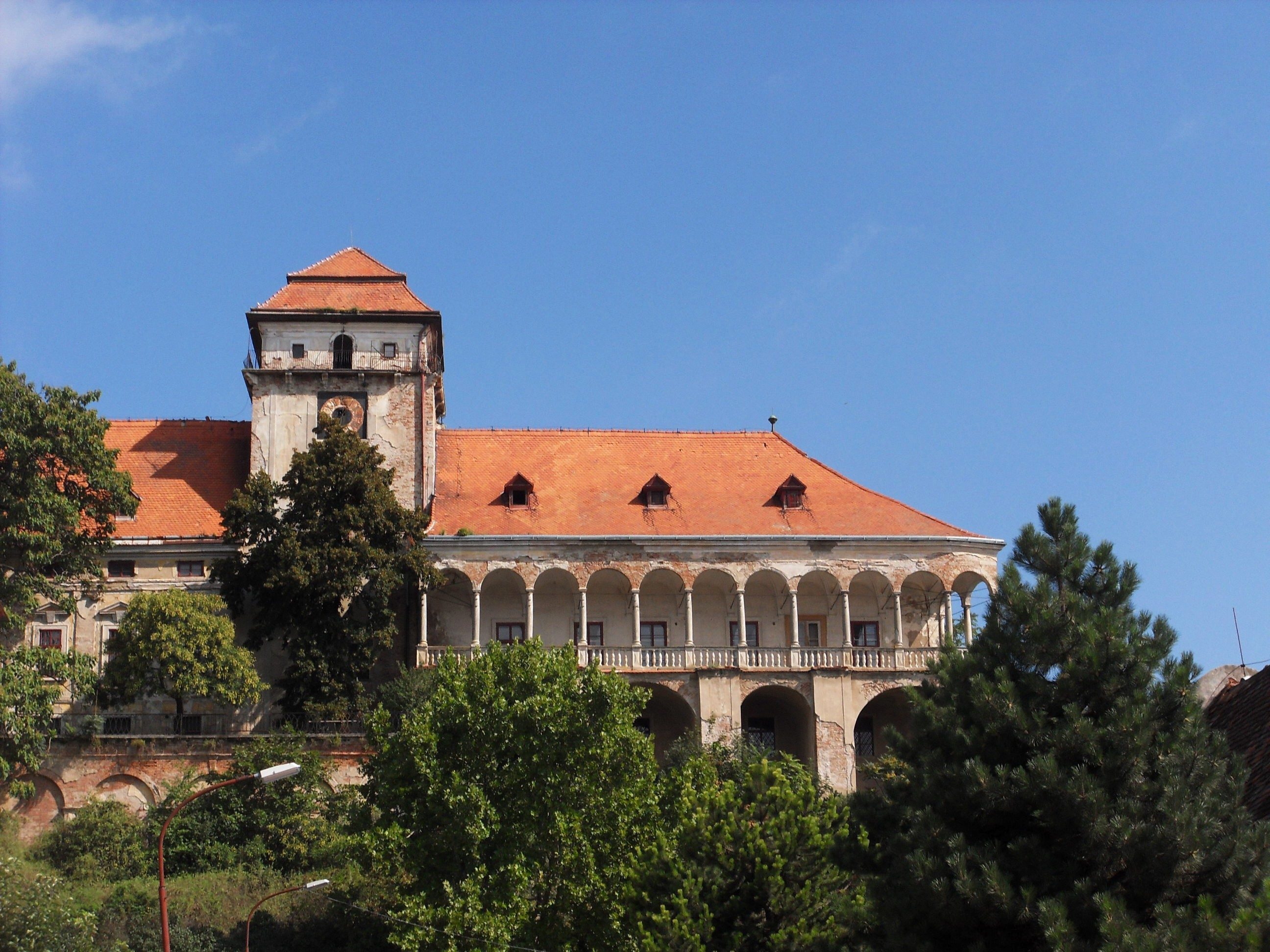
Zamek w Jaroslavicach

## Niektóre siedziby

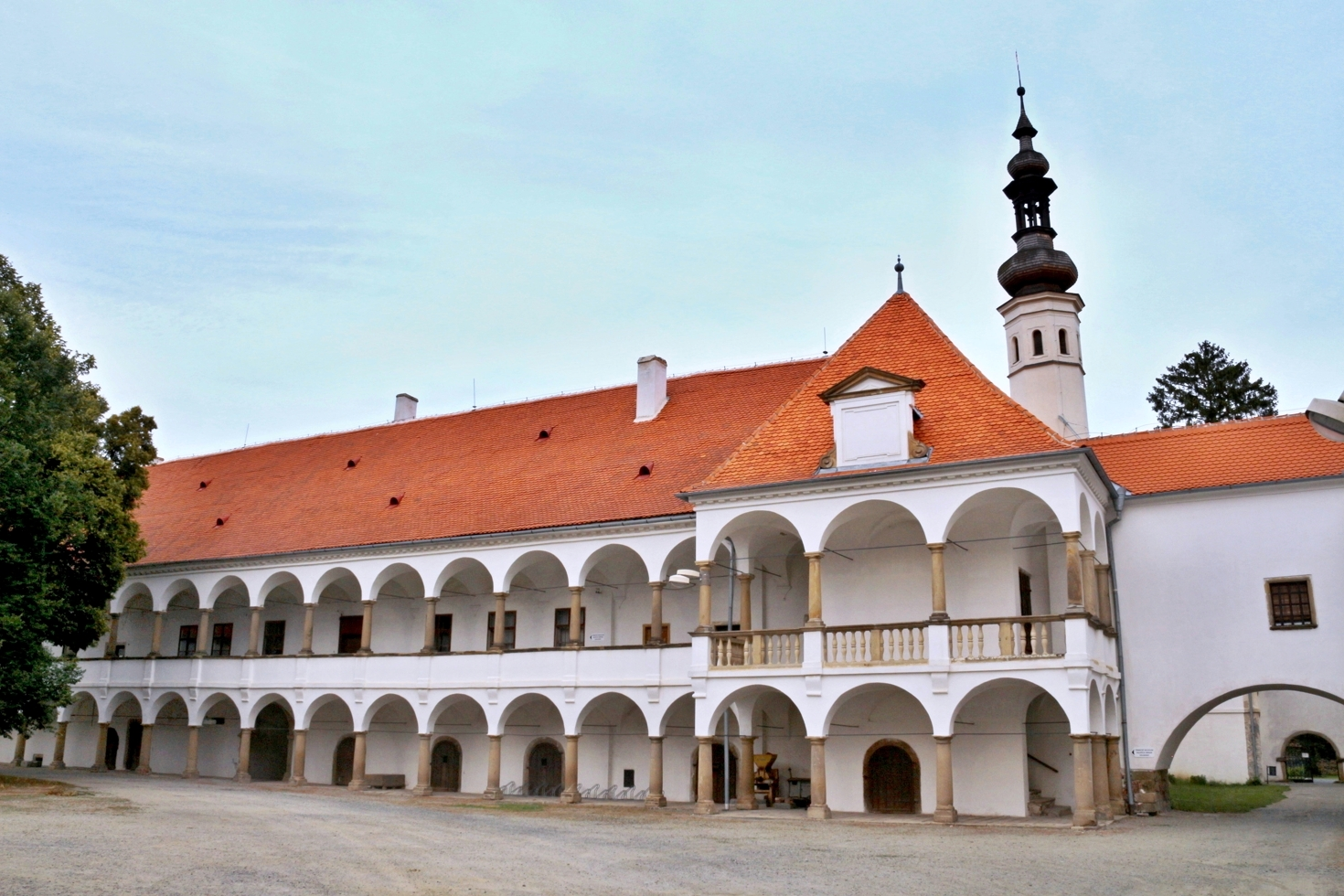
Zamek w Oslavanach

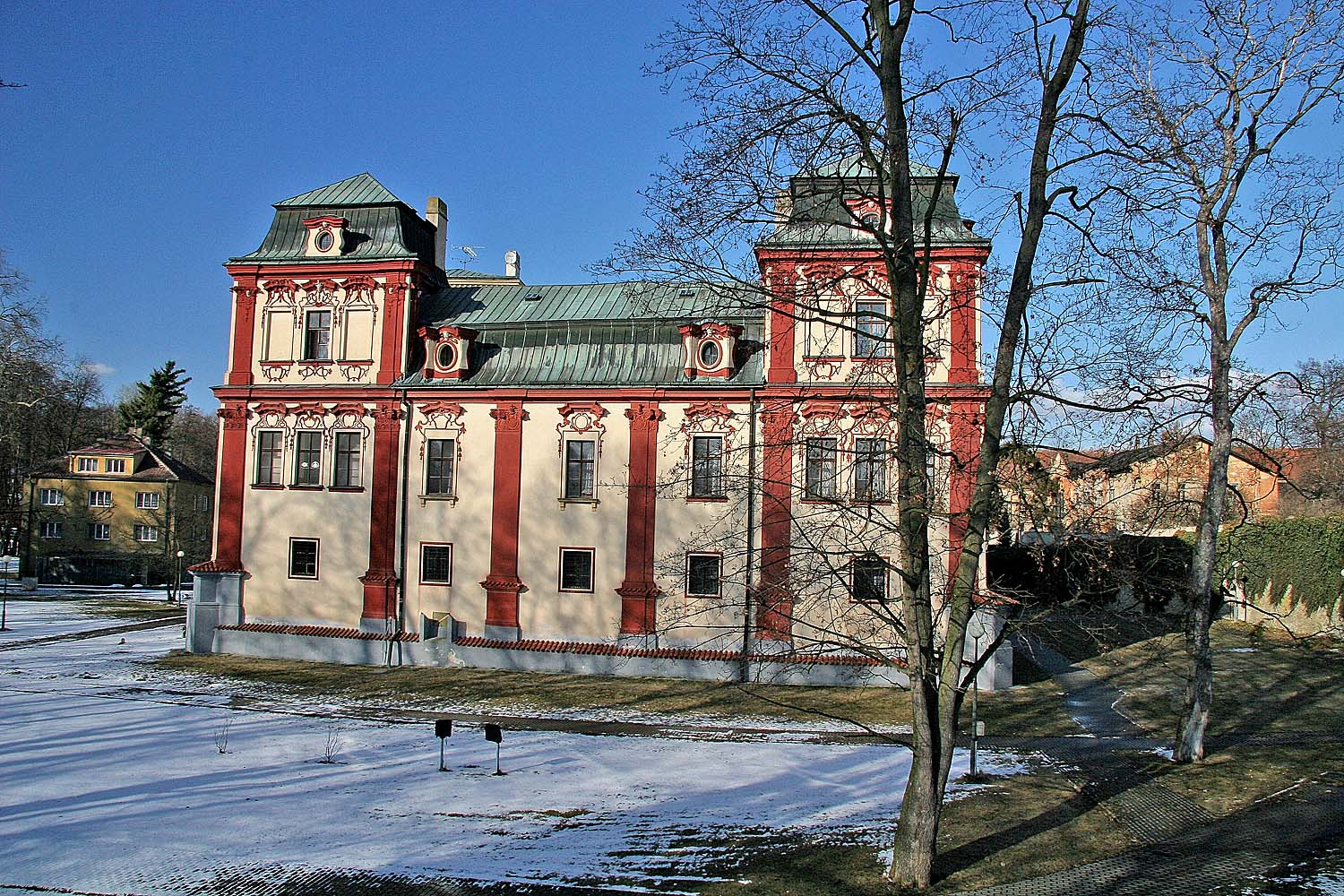
Zamek w Svojšicach

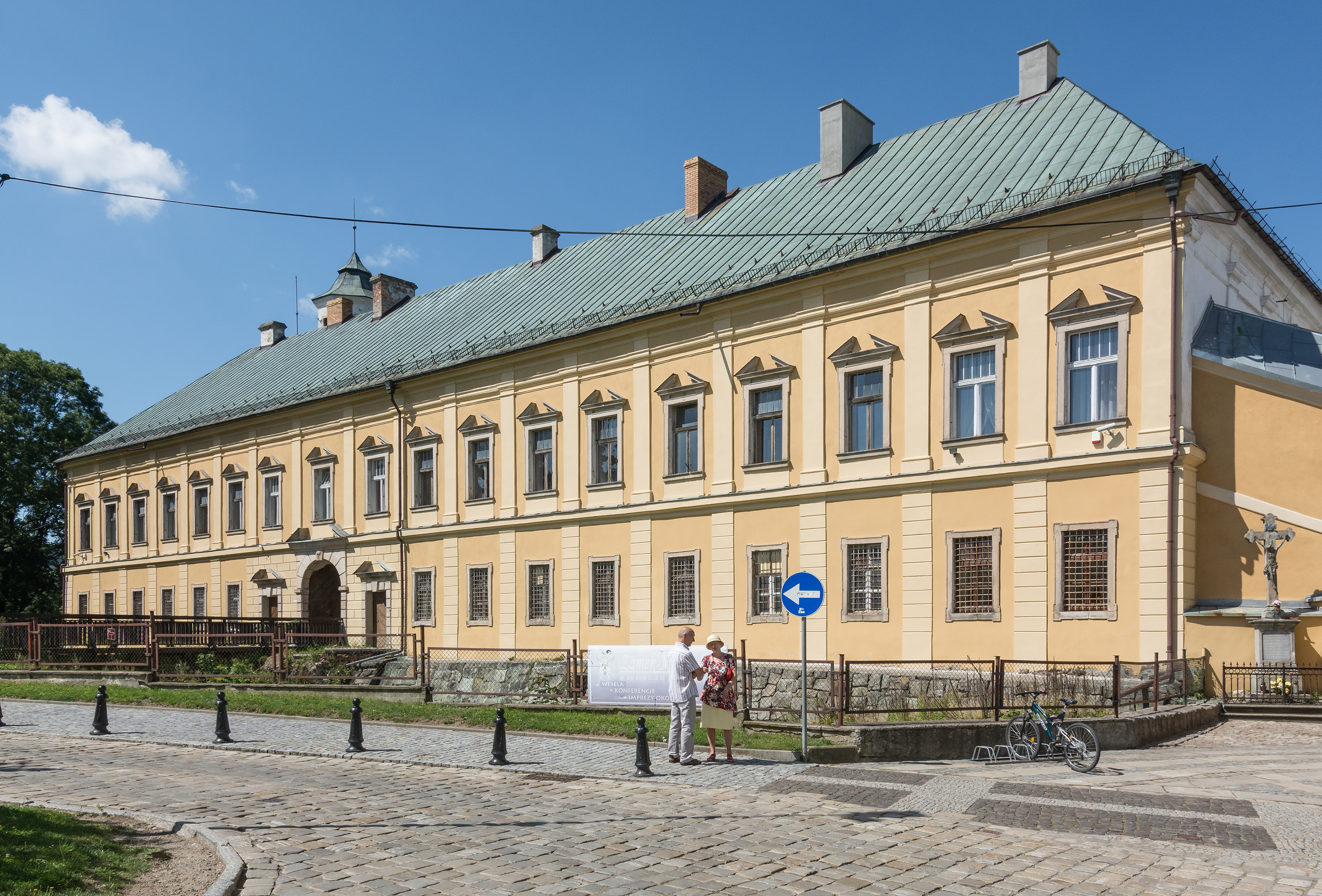
Zamek w Międzylesiu

### Morawy
- 1577–1654 Oslavany (Krzysztof von Althann zbudował tu renesansowy zamek)
- 1609–1790 Jaroslavice (dziś powiat Znojmo) (na zlecenie Wolfa Dietricha von Althanna Joseph v. Erlach zbudował tu barokowy zamek)
- 1618–1793 Wranow nad Dyją (gdzie w końcu XVII w. Althannowie postawili barokowy zamek)
- 1909–1922 i 1930–1945  Zamek Helfštýn w Lipníku

### Czechy właściwe
- 1650–1945 Králíky, Mladkov
- 1738–1923 Svojšice

### Hrabstwo kłodzkie
- 1653–1945 Zamek w Międzylesiu
- 1684–1945 Pałac w Wilkanowie
- 1684–1783 Zamek Szczerba
- 1653–1945 Roztoki
- 1684–1733 Stronie Śląskie

### Dolna Austria
- Murstetten (powiat St. Pölten-Land)
- Zwentendorf an der Donau (powiat Tulln)

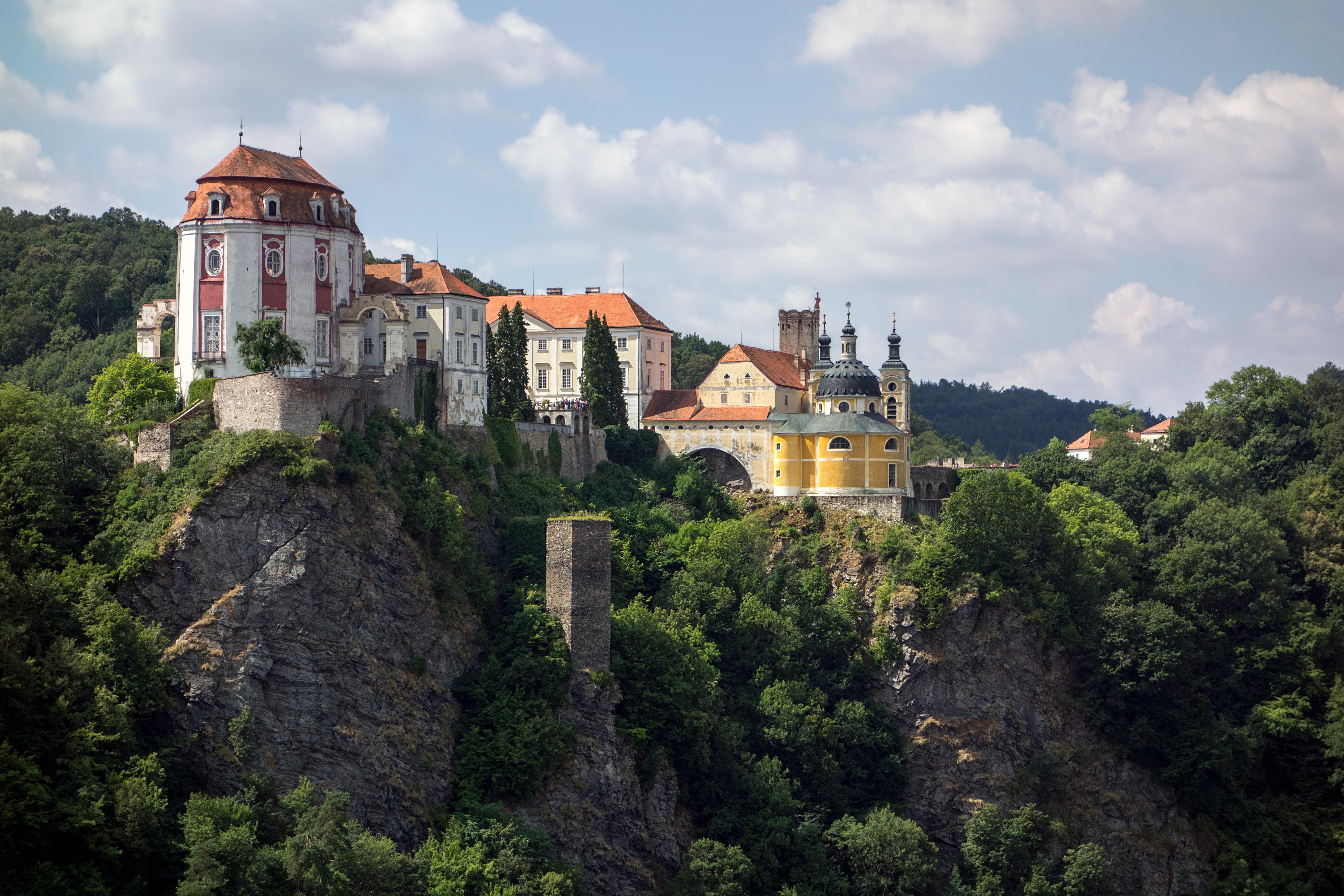
Zamek w Vranovie
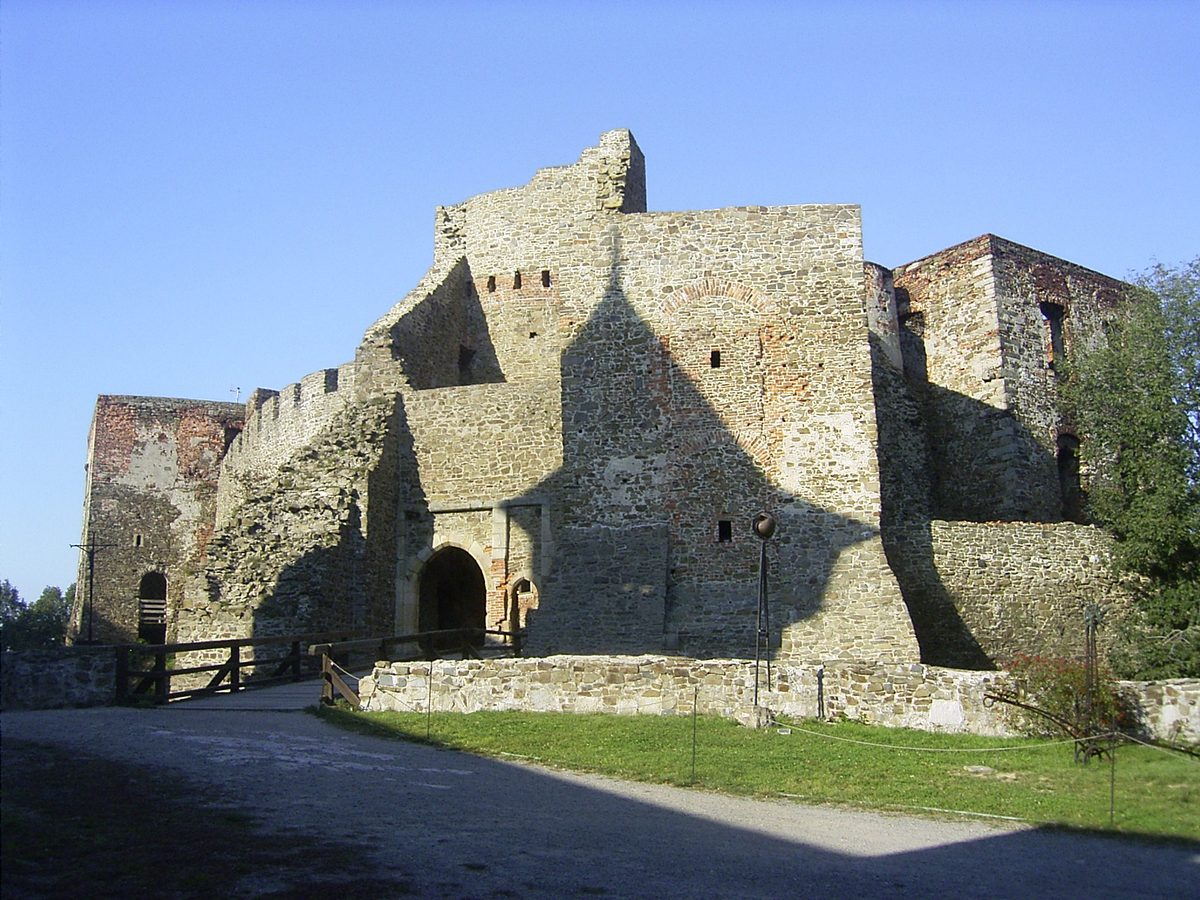
Zamek Helfštýn
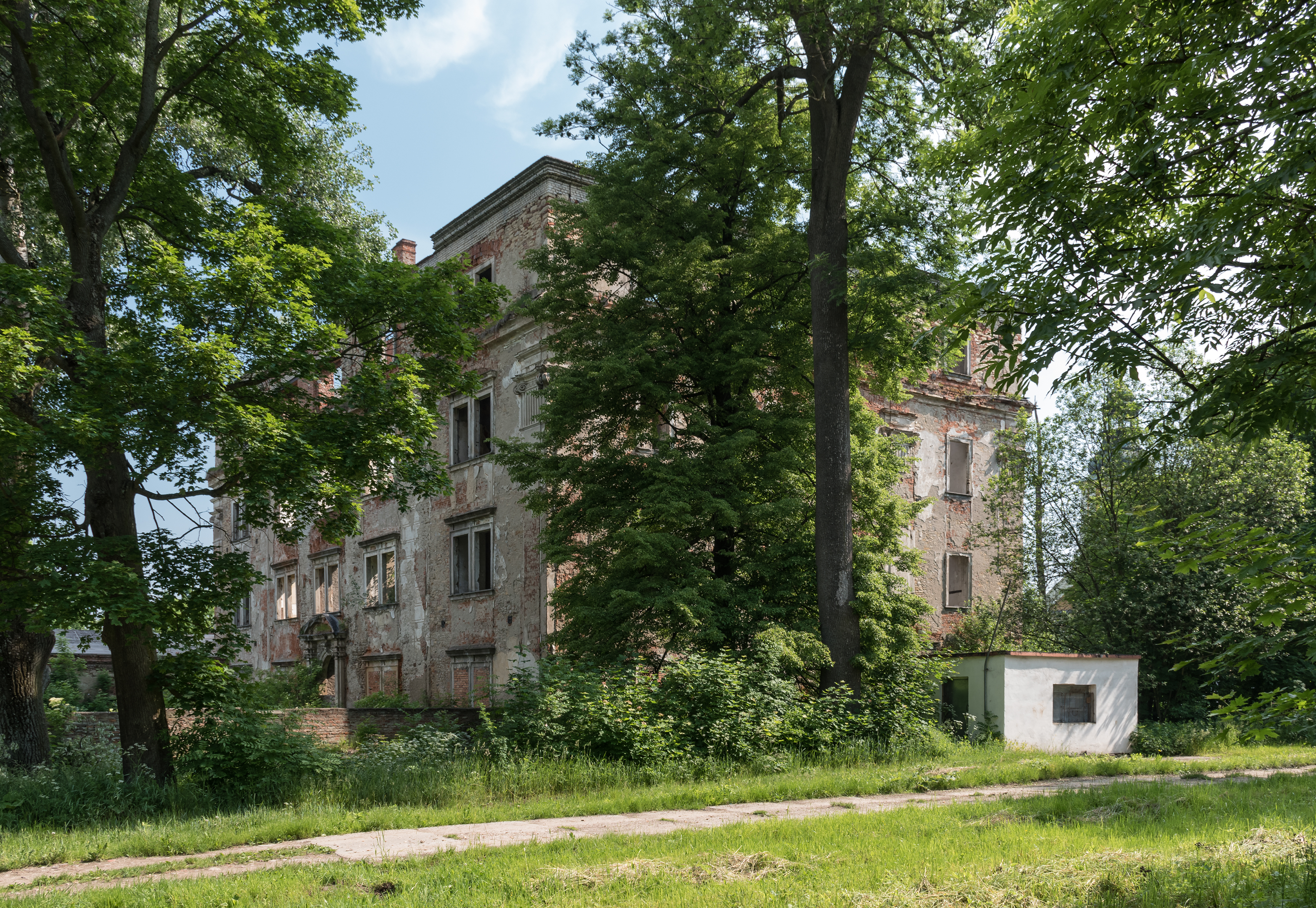
Pałac w Wilkanowie
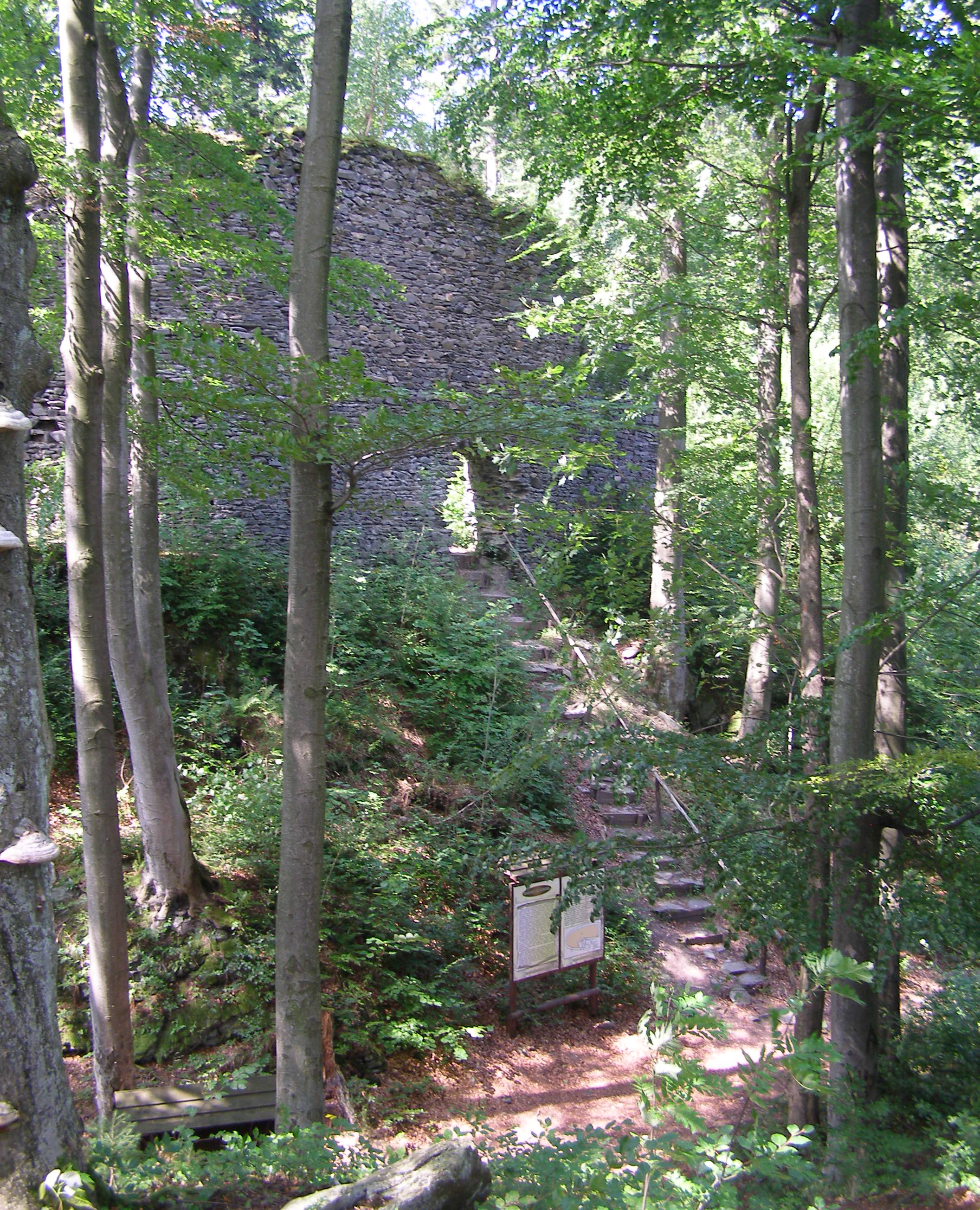
Zamek Szczerba
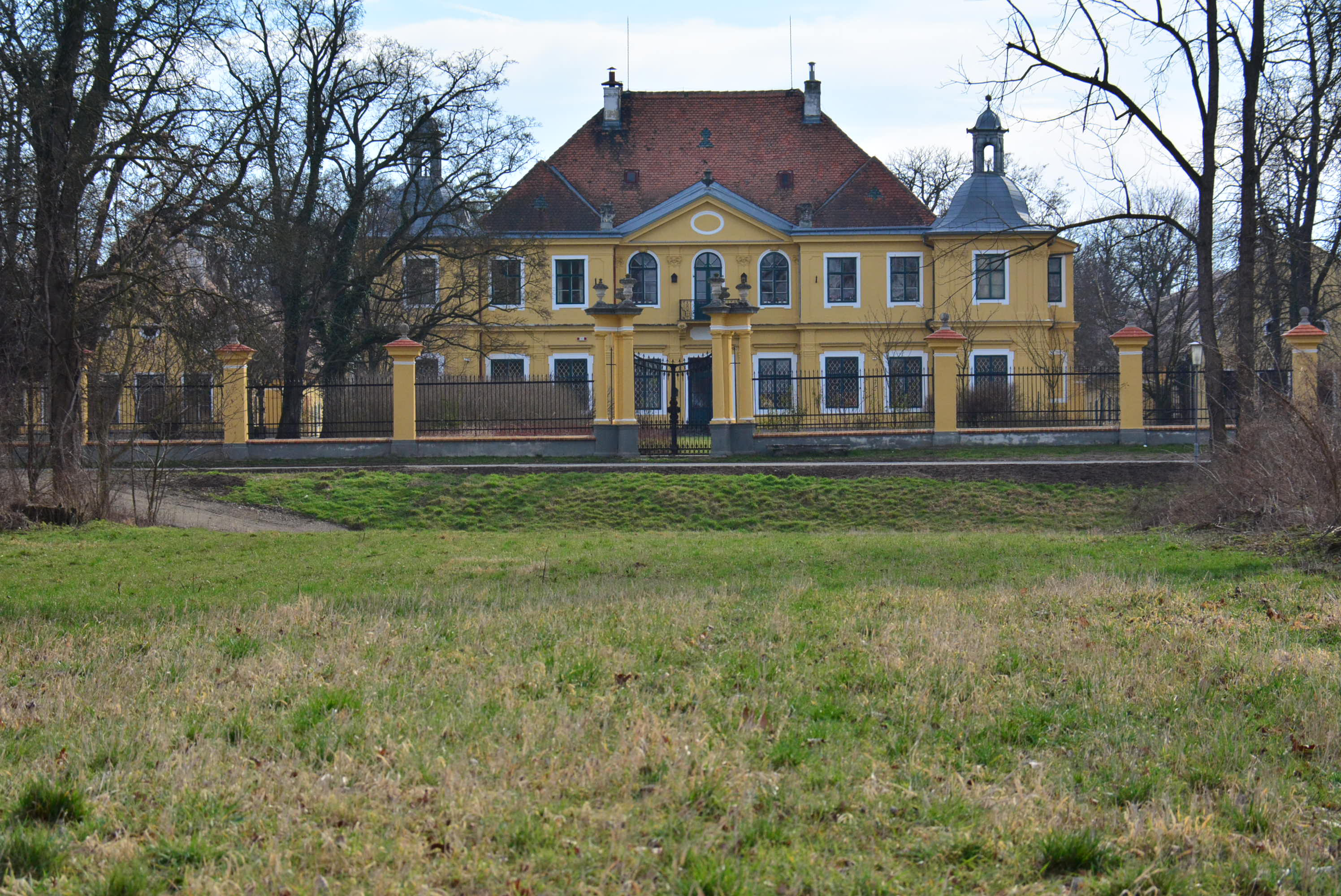
Zamek w Zwentendorfie